# Nesanoplium dalensi
Nesanoplium dalensi là một loài bọ cánh cứng trong họ Cerambycidae.